# Valla electrificada

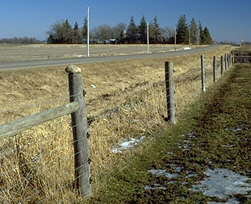
Cerca eléctrica con cable de alta tensión. No todos los hilos están electrificados, solo los sujetos a los postes de la cerca con aislantes negros

Una valla electrificada, cerca eléctrica o cerco eléctrico (también alambrado eléctrico o boyero eléctrico en el campo argentino), funciona por el principio de descargas eléctricas de impulsos de varios miles de voltios, de una duración en general más baja que 1 ms y una frecuencia de repetición de 1-2 Hz. La intensidad de pico del impulso alcanza unos 10 amperios pero la intensidad efectiva calculada en el periodo de repetición permanece por debajo de 10 mA. La cantidad de energía que viene impulsada en cada ciclo de funcionamiento es de entre 1 y 15 J aproximadamente, 
El alimentador suministra los impulsos eléctricos a la valla a un ritmo adecuado (que a veces se puede variar). La alimentación puede ser de la red eléctrica, una pila o una batería. Existen dispositivos de alimentación mixtos. Algunos dispositivos funcionan con baterías cargadas con un generador de luz solar o con un generador eólico.
Los modelos conectados a la red eléctrica, tienen un absorbimento de potencia relativamente bajo, generalmente en un rango de 5-15 W, es decir que causan un consumo de energía mensual de 3-11 kWh.

## Principio

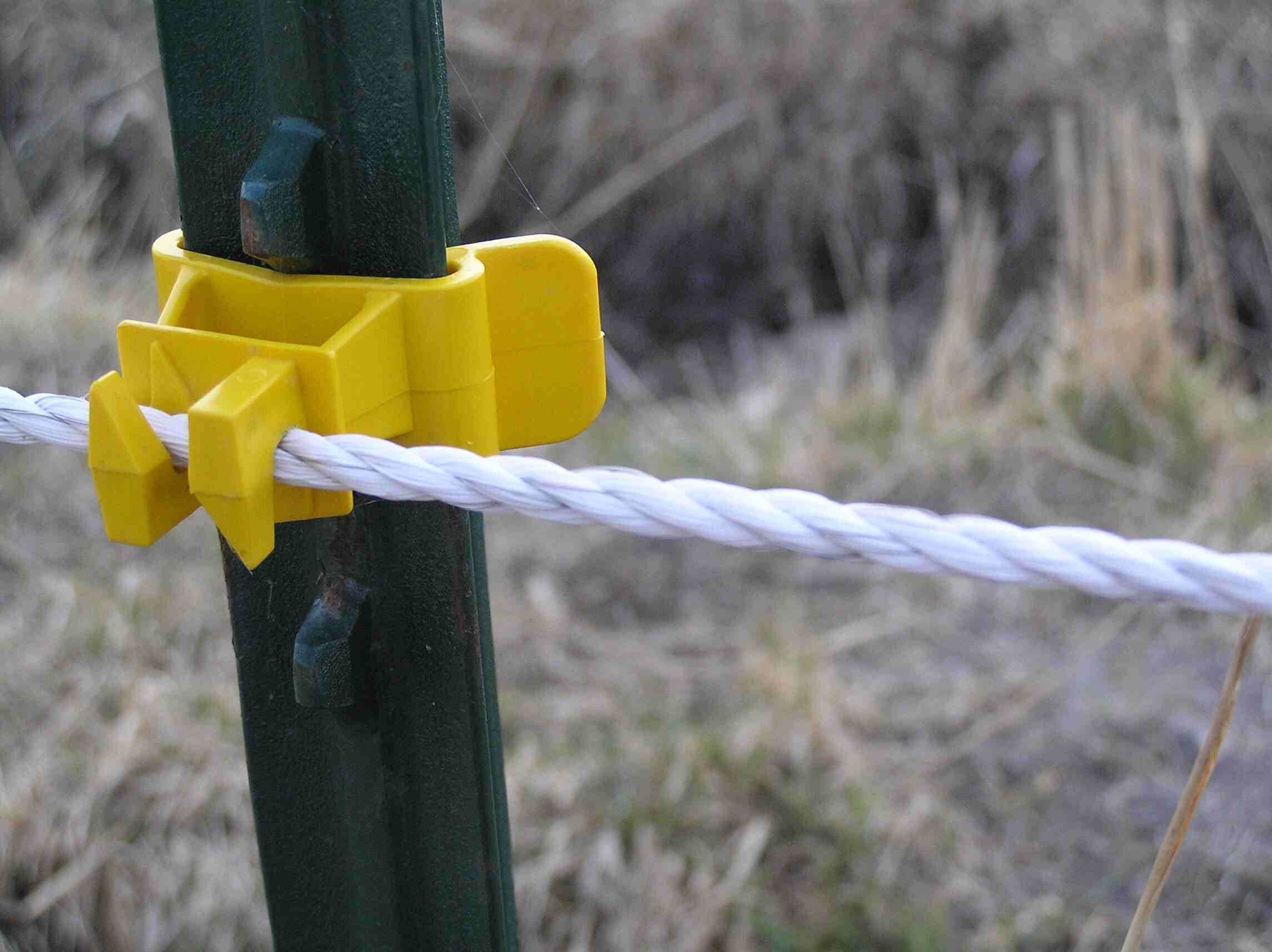
Detalle del aislante de una cerca eléctrica

La corriente fluye a través de un cable de alambre sin funda aislante, pero aislado de tierra (masa eléctrica del sistema) a través de postes aislados eléctricamente. El mínimo contacto de un animal con el cable permite que la corriente eléctrica se descargue a tierra a través del cuerpo del animal, causándole una sacudida por descarga eléctrica que le obliga a separarse de la valla.
Los animales reconocen estos dispositivos y continúan desconfiando de ellos incluso si están apagados (sobre todo si el suelo estaba mojado al recibir la primera sacudida). De esta manera estarán educados para mucho tiempo, (ya que les cuesta olvidar) se acordarán, por ejemplo, incluso después de haber pasado un invierno en la cuadra .

## Usos
Las vallas eléctricas se utilizan para:

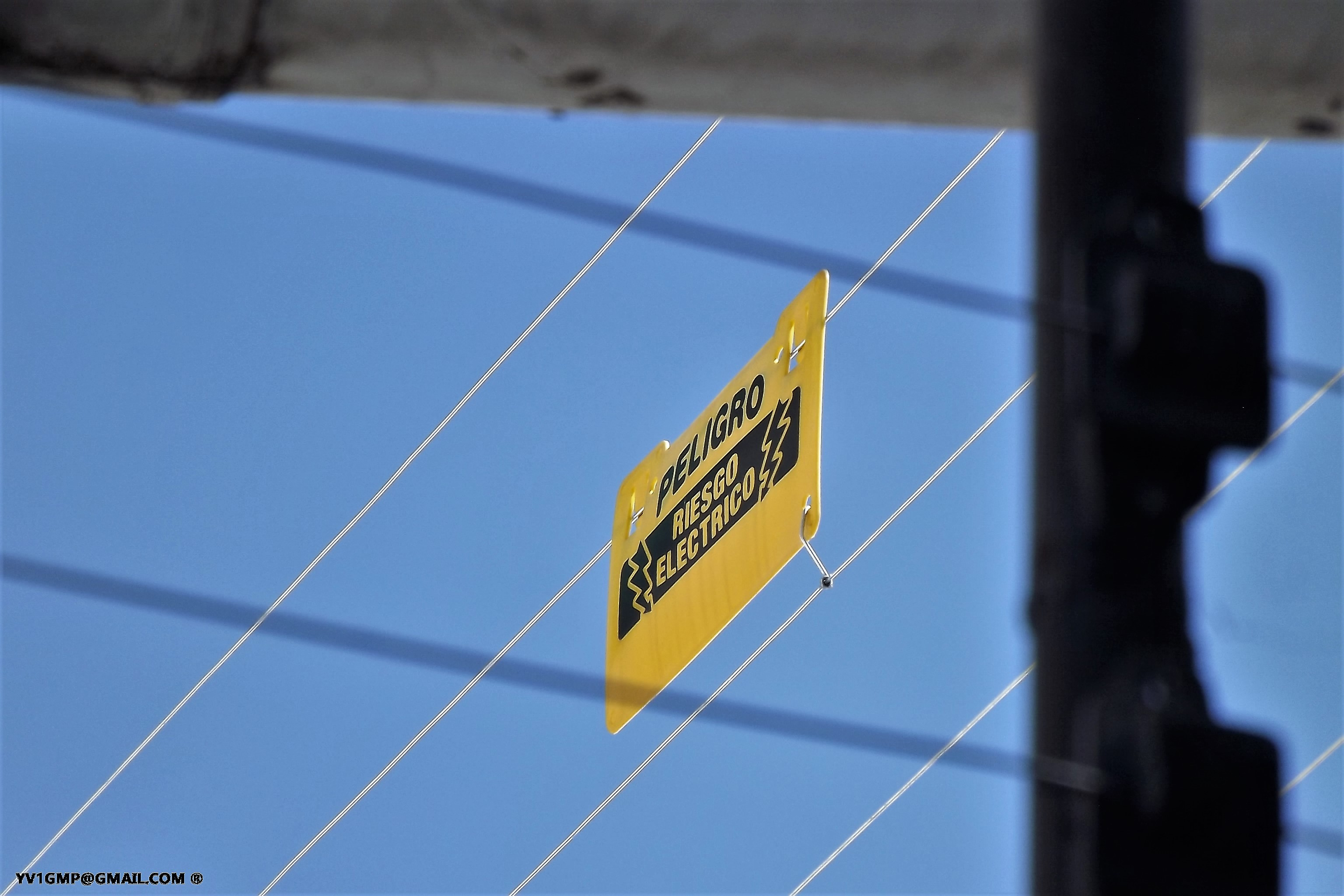
Señal de riesgo eléctrico en una área perimetral doméstica

- En parques de cría para retener animales en un corral, en un pasto o en un camino;
- En los Zoos para que los animales no salgan de un recinto no cerrado;
- En un parque forestal para proteger álamos o pastos del daño causado por algún animal (castor, rata almizclera ...), en una parcela forestal en régimen de regeneración natural en un territorio donde los herbívoros están en abundancia.
- En residencias, comercios e industrias, como medida de seguridad para impedir el ingreso de personas no deseadas.

## Riesgos y peligros

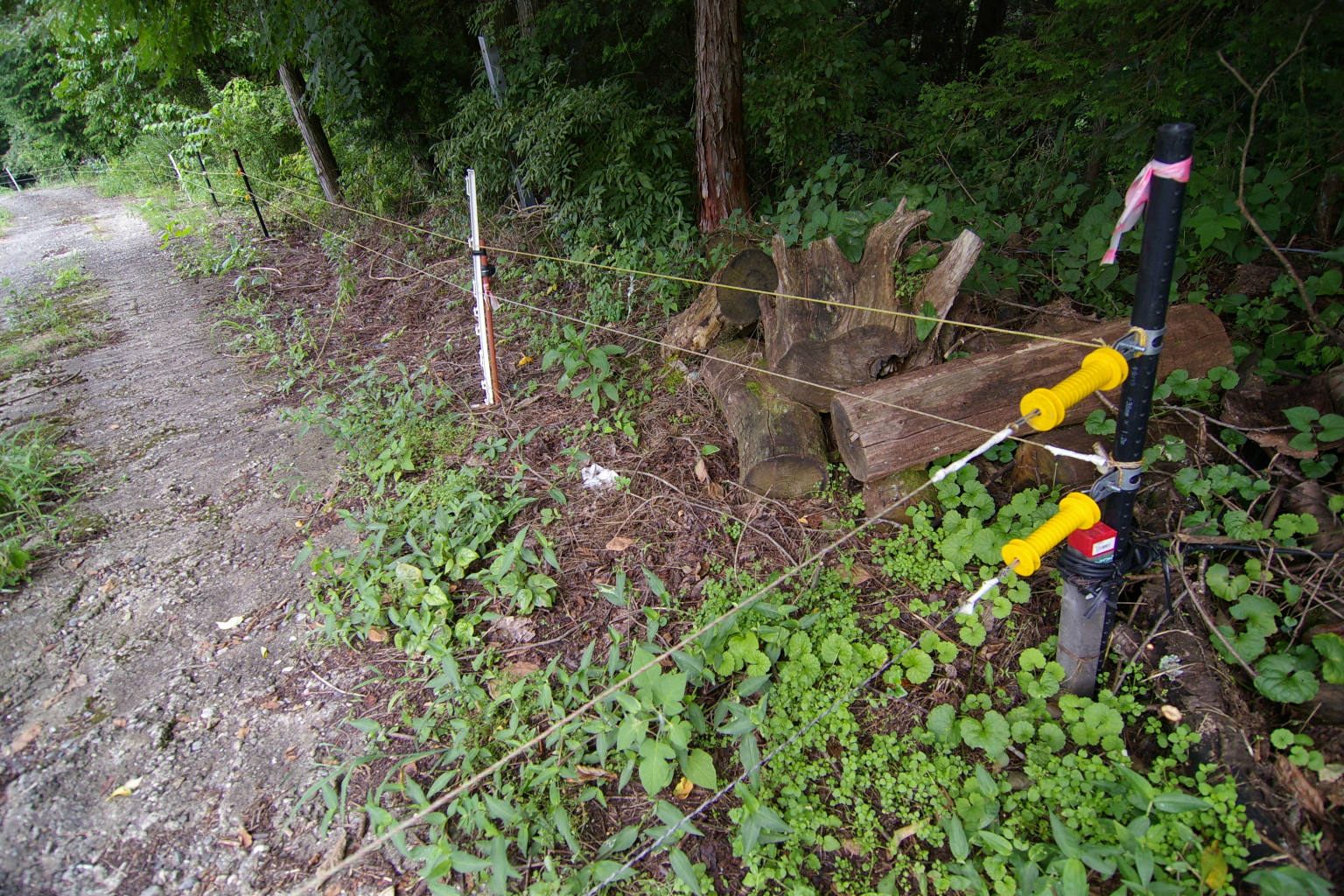
Valla eléctrica

Las vallas eléctricas obviamente, no son ningún peligro para los seres humanos o animales debido a que la energía suministrada durante la descarga no supera unas pocas decenas de julios. En comparación, un desfibrilador genera descargas de varios cientos de julios. Una norma de seguridad internacional (IEC 60335-2-76) o europea (EN 60335-2-76) define las características límite de los impulsos de salida de los generadores de alta tensión.
IMPORTANTE: Si bien estos equipos son fabricados bajo normas de seguridad internacionales (IEC 60335-2-76 o europea EN 60335-2-76), estas solo definen y determinan parámetros de fabricación de equipos alimentados a energía eléctrica y   su correcto montaje e instalación. Es importante y en algunos países hasta obligatorio que este tipo de equipos cumplan un proceso de homologación y certificación vigente, donde sean evaluados y testeados por organismos oficiales. En ciertas legislaciones, la falta de certificación implica problemas para el usuario.

## Historia
La cerca eléctrica ha ido cambiado a lo largo de los años y se le han adaptado algunas características hasta crearse la cerca electrificada que conocemos hoy en día.
• Publicado por primera vez en 1832, el Capítulo 7 de modales nacionales de los estadounidenses por Fanny Trollope describe una disposición de cables conectados a una máquina eléctrica se utiliza para proteger una exhibición llamada “El Infierno de Dorfeuille” en el museo occidental de la historia natural en Cincinnati, que ella misma inventó.
• Realizado en 1870, el capítulo 22 de Veinte mil leguas de viaje submarino, de Jules Verne, describe: “Los Relámpagos del Capitán Nemo” el uso de la electrificación de una estructura como un arma defensiva.
• Empleado en 1889, la novela de Mark Twain, Un yanqui en la corte del rey Arturo, utiliza una cerca eléctrica para fines defensivos. 
• David H. Wilson obtuvo la patente de EE.UU en 1886, la protección de la combinación, una señal de alarma, y las comunicaciones telefónicas. Construyó una cerca eléctrica experimental de 30 millas alimentada por una rueda de agua en Texas en 1888, pero no tuvo éxito.

### La Cerca Eléctrica en la guerra
• En 1905, el ejército ruso improvisó cercas eléctricas durante la guerra ruso-japonesa en PortArthur.
• Llegó 1915, en la Primera Guerra Mundial, los alemanes instalaron la Alambrada de la Muerte, una cerca eléctrica a lo largo de la frontera entre Bélgica y los Países Bajos para evitar el movimiento no autorizado de personas a través de la frontera. Cubrieron 300 kilómetros y consistieron en varios hilos de alambre de cobre, respaldados con alambre de púas, y con energía de varios miles de voltios. Se estima que 3.000 muertes humanas fueron causadas por la cerca, así como la destrucción de la ganadería.

### La Cerca Eléctrica en el ganado
• Inicialmente, la Cerca Eléctrica Residencial se diseñaron para evitar que escapara el ganado. También son utilizadas con gran éxito en zoológicos para restringir o confinar a los animales en una área abierta, y en parcelas forestales en régimen de regeneración natural, ahí donde hay herbívoros en abundancia.
•  Las cercas eléctricas se utilizan para controlar el ganado en los Estados Unidos a principios de 1930, y la tecnología de cercas eléctricas desarrollen tanto en los Estados Unidos y Nueva Zelanda. Una aplicación inicial de la cerca eléctrica fue desarrollado en 1936-1937 por Nueva Zelanda inventor Bill Gallagher. Construido a partir de una bobina de encendido del automóvil y un conjunto magneto, Gallagher utilizó el dispositivo para mantener su caballo por el rascado a sí mismo contra su coche. Gallagher comenzó más adelante el Grupo de Gallagher para mejorar y comercializar el diseño.
• Además en 1962, en Nueva Zelanda, Doug Phillips, inventó la cerca eléctrica no shortable basado en la descarga del condensador. Esto aumenta significativamente el rango de una cerca eléctrica se puede utilizar desde unos pocos cientos de metros a 35 km, y se reduce el costo de la esgrima en más de un 80%. La cerca eléctrica no shortable fue patentado por Phillips y 1964 fue fabricado por Plastic Products, una empresa de Nueva Zelanda, bajo el nombre de “Waikato Electric Fence”. Esta idea fue la de sustituir los aisladores de cerámica con plástico. Una variedad de aislantes de plástico se utilizan ahora en las granjas en todo el mundo hoy en día.